# Engenheiro Coelho
Engenheiro Coelho este un oraș în São Paulo (SP), Brazilia.